# Isapis
Isapis is een monotypisch geslacht van vlinders uit de onderfamilie Riodininae van de familie van de prachtvlinders (Riodinidae).
De wetenschappelijke naam van het geslacht werd in 1847 voor het eerst gepubliceerd door Edward Doubleday.

## Soort
- Isapis agyrtus (Cramer, 1777)